# Ristovac
Ristovac (Servisch cyrillisch Ристовац) is een plaats in de Servische gemeente Vranje. De plaats telt 342 inwoners (2002).